# Elecciones generales de Honduras de 1887
Las elecciones generales de Honduras de 1887, se realizaron el 28 de febrero de 1887 en forma emergente, para el cambio de autoridades gubernamentales como ser:
- Presidente de Honduras: Jefe de Estado de Honduras que ejercerá las funciones de dirección del Poder Ejecutivo de Honduras por mandato del pueblo. Las elecciones se realizaban en una Asamblea Nacional, seguidamente se seleccionaban los candidatos a diputados del Congreso.

La Liga Liberal estaba representada por su candidato oficial el licenciado Céleo Arias, insigne del “liberalismo hondureño” y posible sucesor del "reformador liberal" doctor Marco Aurelio Soto, por otra parte el presidente en función y candidato oficialista general santabarbarense Luis Bográn del Partido Conservador arrasó en las urnas, con un impresionante margen de votos de diferencia, lo que le valió para continuar gobernando a la nación centroamericana.

## Otro resultado
Las votaciones fueron muy inclinadas hacia el candidato conservador Luis Bográn, en otro dato del recuento de votos se estima que los ayuntamientos y empleados gubernamentales fueron piezas esenciales en su triunfo.